# New Union (Tennessee)
New Union es un lugar designado por el censo ubicado en el condado de Coffee en el estado estadounidense de Tennessee. En el Censo de 2010 tenía una población de 1.431 habitantes y una densidad poblacional de 143,88 personas por km².

## Geografía
New Union se encuentra ubicado en las coordenadas 35°32′2″N 86°5′00″O / 35.53389, -86.08333. Según la Oficina del Censo de los Estados Unidos, New Union tiene una superficie total de 9.95 km², de la cual 9.95 km² corresponden a tierra firme y (0%) 0 km² es agua.

## Demografía
Según el censo de 2010, había 1.431 personas residiendo en New Union. La densidad de población era de 143,88 hab./km². De los 1.431 habitantes, New Union estaba compuesto por el 95.25% blancos, el 1.75% eran afroamericanos, el 0.77% eran amerindios, el 0.84% eran asiáticos, el 0% eran isleños del Pacífico, el 0.77% eran de otras razas y el 0.63% pertenecían a dos o más razas. Del total de la población el 1.54% eran hispanos o latinos de cualquier raza.